# Olympische Sommerspiele 1988/Teilnehmer (Kuwait)
| Gelbes Symbol für Goldmedaillen mit stilisierten Olympischen Ringen | Graues Symbol für Silbermedaillen mit stilisierten Olympischen Ringen | Braundes Symbol für Bronzemedaillen mit stilisierten Olympischen Ringen |
| ------------------------------------------------------------------- | --------------------------------------------------------------------- | ----------------------------------------------------------------------- |
| —                                                                   | —                                                                     | —                                                                       |

Kuwait nahm an den Olympischen Sommerspielen 1988 in Seoul, Südkorea, mit einer Delegation von 25 Sportlern (allesamt Männer) teil.

## Teilnehmer nach Sportarten

### Boxen
- Husain al-Mutairi
Fliegengewicht: 17. Platz

- Saud al-Muwaizri
Bantamgewicht: 33. Platz

- Ali al-Baluchi
Superschwergewicht: 9. Platz

### Fechten
- Saqer al-Surayei
Florett, Einzel: 61. Platz
Florett, Mannschaft: 15. Platz

- Khaled al-Awadhi
Florett, Einzel: 62. Platz
Florett, Mannschaft: 15. Platz

- Salman Mohamed
Florett, Einzel: 64. Platz
Florett, Mannschaft: 15. Platz

- Faisal al-Harshani
Florett, Mannschaft: 15. Platz

- Mohamed al-Hamar
Degen, Einzel: 44. Platz
Degen, Mannschaft: 18. Platz

- Younes al-Mashmoum
Degen, Einzel: 53. Platz
Degen, Mannschaft: 18. Platz

- Khaled Jahrami
Degen, Einzel: 62. Platz
Degen, Mannschaft: 18. Platz

- Nahedh al-Murdh
Degen, Mannschaft: 18. Platz

### Judo
- Hussain Safar Hassan
Halbleichtgewicht: 20. Platz

- Adel al-Najadah
Leichtgewicht: 33. Platz

- Hisham al-Sharaf
Halbmittelgewicht: 14. Platz

- Yousuf al-Hammad
Mittelgewicht: 19. Platz

### Leichtathletik
- Zeyad al-Khudhur al-Enazy
110 Meter Hürden: Viertelfinale

- Jasem al-Dowaila
400 Meter Hürden: Vorläufe

- Abdul Marzouk al-Yoha
Dreisprung: 28. Platz in der Qualifikation

- Mohamed al-Zinkawi
Kugelstoßen: 20. Platz in der Qualifikation

- Waleed al-Bekheet
Hammerwerfen: 27. Platz in der Qualifikation

- Ghanem Mabrouk Johar
Speerwerfen: 35. Platz in der Qualifikation

### Rudern
- Waleed al-Mohamed
Einer: Viertelfinale

### Schwimmen
- Hasan al-Shammari
50 Meter Freistil: 61. Platz
100 Meter Freistil: 65. Platz

- Sultan al-Otaibi
200 Meter Schmetterling: 38. Platz
200 Meter Lagen: 42. Platz
400 Meter Lagen: 31. Platz

### Wasserspringen
- Majed al-Taqi
Kunstspringen: 31. Platz in der Qualifikation